# 傳福音
傳福音是指傳播基督信仰的行為，亦稱傳道、講道、傳教、宣教、佈道（前兩詞華語新教教派使用較多）、福傳（華語天主教會多用此詞），其字源來自耶穌在世時的通用語——通用希臘語的「εὐαγγέλιον」，意為「好消息」，後引申為傳播基督的福音。

## 簡介
傳福音是基督徒的重要使命。新約聖經裡數個章節提到基督徒傳福音的重要性：“你们往普天下去，传福音给万民听”，以及“我传福音原没有可誇的，因为我是不得已的；若不传福音，我便有祸了”。
傳福音的內容大體上是以耶穌基督為中心及聖經經文，主要是強調救恩的內容，通常也会涉及关于原罪和大审判等有關基督教神学内容，也可能會有更貼近聽者生活的內容。不同的基督教團體所傳講的教義內容並不完全相同，有時甚至會有較大的差別。

## 方法
基督徒有很多傳福音的方法，當中以三福，四律，五色佈道法較為普遍及流行。一些教会也会印制一些小册子，发给慕道友或是路人。
傳福音的方式，是隨者時代與社會的轉變而有所不同的，進入工業化時代前，基督徒大多以到處演講、發送出版物、創作音樂等方式來傳播福音。現代傳福音的方式則相當多樣化，除了傳統方式之外，流行音樂、傳媒、營隊也常被基督徒運用，以和一般大眾的生活貼近，使福音更能被瞭解。

## 法律問題
在某些政教合一的伊斯蘭國家，傳播基督宗教信仰是違法行為。以色列容許基督宗教，但禁止向18岁以下的犹太人传教。